# سكان أبخازيا
تأثرات ديموغرافيات ابخازيا بشكل كبير بالحرب مع جورجيا في 1992-1993، التي شهدت طرد وتهجير أكثر من نصف سكان الجمهورية، الذين قدر عددهم بـ 525,061 نسمة في 1989. كما لعب التركيب السكاني العرقي لأبخازيا دوراً كبيراً في الماضي وفي الحاضر في الصراع الجورجي الأبخازي.

## التعداد
عدد سكان أبخازيا الحالي غير واضح. تبعاً لإحصاءات 2003، فإن عدد سكان أبخازيا يبلغ 215,972، لكن لم توافق السلطات الجورجية على تلك الإحصاءات. فقدرت إدارة الإحصاءات في جورجيا أن عدد سكان أبخازيا يبلغ 179,000 في 2003، و 178,000 في 2005 (حيث نشرت تقديرات 2005 بشكل رسمي في جورجيا)>
وقامت الموسوعة البريطانية بتقدير عدد السكان بـ 180,000 في 2007 وقدرت عددهم منظمة الإغاثة الدولية بـ 157,000 - 190,000 في 2006.

## التركيب العرقي
تعد تركيبة أبخازيا العرقية متنوعة جداً، حتى بعد حرب 1992-1993. في الوقت الحاضر، تتألف تركيبة أبخازيا العرقية بشكل رئيسي من الأبخاز والجورجيون (أغلبهم منجرليون) والأرمن والروس. قبل الحرب شكل الجورجيون 45,7% من سكان أبخازيا، لكن بحلول 1993، معظم الجورجيون وبعض الروس والأرمن، إما فروا من أبخازيا أو تم تطهيرهم عرقياً.

## التطورات التاريخية
يلخص الجدول التالي نواتج إحصاءات سكانية قامت في أبخازيا:
| السنة        | جورجيون         | أبخاز          | روس            | أرمن           | يونانيون       | المجموع |
| ------------ | --------------- | -------------- | -------------- | -------------- | -------------- | ------- |
| إحصاءات 1887 | 6.0% (4,166)    | 85.8% (58,960) | 1.7% (1,216)   | 1.6%% (1,090)  | 3.1% (2,140)   | 68.773  |
| إحصاءات 1926 | 33.6% (67,494)  | 27.3% (55,918) | 6.7% (12,553)  | 12.8% (25,677) | 7.6% (14,045)  | 201,016 |
| إحصاءات 1939 | 29.5% (91,967)  | 18.0% (56,197) | 19.3% (60,201) | 15.9% (49,705) | 11.1% (34,621) | 311,885 |
| إحصاءات 1959 | 39.1% (158,221) | 15.1% (61,193) | 21.4% (86,715) | 15.9% (64,425) | 2.2% (9,101)   | 404,738 |
| إحصاءات 1970 | 41.0% (199,596) | 15.9% (77,276) | 19.1% (92,889) | 15.4% (74,850) | 2.7% (13,114)  | 486,959 |
| إحصاءات 1979 | 43.9% (213,322) | 17.1% (83,087) | 16.4% (79,730) | 15.1% (73,350) | 2.8% (13,642)  | 486,082 |
| إحصاءات 1989 | 45.7% (239,872) | 17.8% (93,267) | 14.3% (74,913) | 14.6% (76,541) | 2.8% (14,664)  | 525,061 |
| إحصاءات 2003 | 21.3% (45,953)  | 43.8% (94,606) | 10.8% (23,420) | 20.8% (44,870) | 0.7% (1,486)   | 215,972 |